# Tipología de vasos griegos

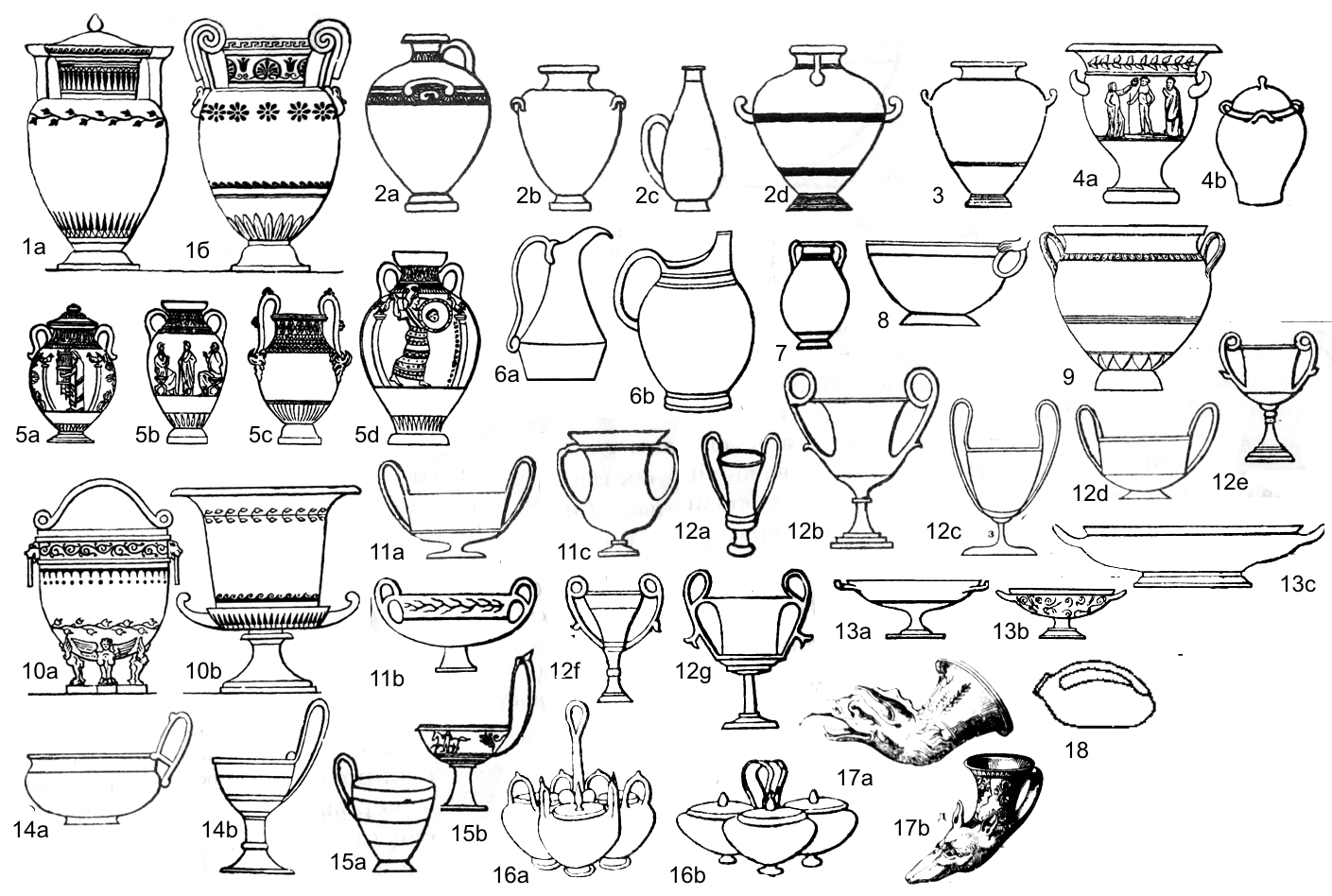
Formas básicas de los recipientes de la cerámica griega clásica: (1a-b) ánfora ; (2a-d) hidria ; (3) estamno ; (4) crátera de campana ; (5) ánfora panatenaica ; (6) enócoe ; (7) pélice ; (8) lécane ; (9) crátera de columnas ; (10) crátera ; (11) carquesio ; (12) cántaros ; (13) kílix ; (14) cótila ; (15) cíato ; (16) ‘coe’? ; (17) ritón ; (18) ascos (Lámina de la History of culture. Ancient Greece, obra de Hermann Weiss, en la edición publicada en Moscú, en 1903).

La tipología de vasos griegos es la clasificación del conjunto variado de objetos de alfarería de la cerámica de la Antigua Grecia. La clasificación queda limitada a un catálogo morfológico de los recipientes y su decoración, considerando que los cambios en la decoración suelen ir acompañados de modificaciones en las formas. Este catálogo no diferencia cerámica fina y gruesa, ni incluye elementos de la producción como las terracotas figurativas o “plásticas” o las figuras de tanagra. Tampoco se hace inventario de formas o materiales relacionados con la construcción, como ladrillos, tejas, etcétera. 
Algunas fuentes documentales catalogan los objetos inventariados según una tipología general: ánforas, jarras, hidrias, ollas, calderos, vasijas para beber, vasijas para aceites y ungüentarios. Otra posible clasificación cataloga los recipientes en función del uso, bien sea polivalente (mixto), para riego, para el culto, para beber, para ungüentos, etc. Una tercera división adicional sería diferenciando formas abiertas y cerradas.
Este catálogo de formas y recipientes parte de una tipología esencial o primaria y se amplía luego con variantes específicas, abarcando los periodos geométrico y orientalizante con sus distintas formas y estilos. Siguiendo el modelo clásico de estudio, dedica especial atención al arte ático de los periodos de arte clásico y arcaico, al periodo de la cerámica de figuras negras y al período de las figuras rojas. En términos generales es una clasificación de los vasos y su evolución desde la época micénica a la época helenística.
La tipología morfológica reunida en esta tabla no queda estrictamente restringida a la lexicografía original griega, de manera que pueda resultar más completa y plástica.

## Formas
| Tipología                                                         | Uso | Sección             | Ejemplo             |
| ----------------------------------------------------------------- | --- | ------------------- | ------------------- |
| Alabastrón o alabastron (Αλάβαστρον)                              | Recipiente cerrado para perfumes y ungüentos. Origen egipcio y luego corintio. Cuerpo elipsoidal, boca estrecha y base convexa.                                                          |                     |                     |
| Ánfora (Αμφορεύς)                                                 | Recipiente para conservar líquidos o sólidos. Vasija de cuerpo globular y breve cuello, con dos asas verticales y base plana.                                                            |                     |                     |
| Ánfora del comercio                                               | Recipiente alargado para transportar líquidos, granos, etc. |                     |                     |
| Anforisco                                                         | Vaso de pequeño tamaño y cuerpo elíptico, boca ancha, dos asas y base plana. Dos usos diferentes, como ungüentario y como sacacorchos para las ánforas.                                  |                     |                     |
| Aribalo o aríbalo (Αρύβαλλος)                                     | Vaso globular de origen corintio usado en Grecia como ungüentario. Cuello corto, asa vertical y característico borde plano.                                                              |                     |                     |
| Ascos (Ασκός)                                                     | Vaso cuyas formas imitan los odres de cuero. También puede reproducir formas zoomorfas u objetos domésticos.                                                                             |                     |                     |
| Bacín (Ἀμίς / Amis)                                               | Orinal y asiento para niños. |                     |                     |
| Balsamarion (ungüentario o balsamera)                             | Recipiente cerrado y pequeño para aceites y ungüentos, de variada morfología. | [[Archivo:\|100px]] |                     |
| Batanion (o patanion)                                             | Plato ovalado o recipiente abierto para cocer, mencionado en tratados de gastronomía de la Antigua Grecia.                                                                               |                     |                     |
| Bombylios                                                         | Botella para ungüentos de cuello muy estrecho, del tipo alabastron, que «gorgotea al verter el líquido».                                                                                 |                     |                     |
| Botella                                                           | Recipiente cerrado para provisiones y transporte. |                     |                     |
| Cado (Κάδος) cadus o kados                                        | Vaso abierto (entre un cubo y un cuenco), similar a la hidria y usado para almacenaje como las ánforas.                                                                                  |                     |                     |
| Cálato (Κάλαθος) kalathos                                         | Recipiente abierto para provisiones. Si imita un cesto trenzados, se usa para almacenaje de la lana. Las formas pequeñas también se usaron como recipientes para beber.                  |                     |                     |
| Cálpide (Κάλπίς) kalpis o calpis                                  | Variedad ática de la hidria, característico del periodo de las pinturas rojas. |                     |                     |
| Candil                                                            | Diversos tipos de lámpara, lamparilla o lucerna. |                     |                     |
| Cántaros (Κάνθαρος) kántharos                                     | Gran copa con altas asas verticales que bajan hasta el pie de la vasija; a pesar de su nombre no tiene nada en común con el cántaro alfarero.                                            |                     |                     |
| Cantimplora                                                       | Vasija para transportar agua (periodo Minoico Reciente). | [[Archivo:\|100px]] |                     |
| Carquesio (καρκίνο o karquesion, del lat. «carchesium», kántharo) | Vaso en forma de copa con un estrechamiento y dos asas verticales, similar al kantharos.                                                                                                 |                     |                     |
| Cerno (Κέρνος) kérnos o querno                                    | Vasija ritual circular compuesto de varios opérculos para depositar las diversas esencias que se mezclan en su fondo.                                                                    |                     |                     |
| Chytra o jytra (Χύτρα) (véase también lopas)                      | Olla de barro con asa sin esmaltar, cuerpo esférico con labio extendido y un asa ‘de correa’ del borde al hombro.                                                                        |                     |                     |
| Cíato (Κύαθος) o kýathos o cyathos                                | Cazo o cucharón, recipiente para servir y escanciar. |                     |                     |
| Cílica (κύλιξ) (kylix o quílice).                                 | Copa ancha con pie corto y ancha base, y dos asas; recipiente abierto para beber en forma de cáliz.                                                                                      |                     |                     |
| Cimbio o cymbium                                                  | Vaso con forma de barca, campana o lámpara de aceite. |                     | [[Archivo:\|150px]] |
| Clepsidra (Kλεψύδρα)                                              | Reloj de agua. | [[Archivo:\|100px]] |                     |
| Coe (Κοuσ) khoús o kous                                           | Vaso en forma de jarro, para libaciones en honor de Baco. |                     |                     |
| Colador                                                           | Instrumento de drenaje (recipiente). |                     |                     |
| Cótila (Κοτύλη) o kotýle                                          | Vaso troncocónico abierto con dos asas y pie plano, similar al esquifo. |                     |                     |
| Cotón (Κώθων) o kothon                                            | Recipiente abierto para beber. A veces se llama así a un recipiente similar a un exaliptro o una plemócoe sobre un trípode.                                                              |                     |                     |
| Crátera (Κρατήρ)                                                  | Recipiente abierto mixto (básico en la alfarería del vino). |                     |                     |
| Cuenco                                                            | Recipiente abierto para beber. Véase lekane. | [[Archivo:\|100px]] |                     |
| Destiladera                                                       | Recipiente (cuenco o taza) para destilar líquidos (véase también enócoe). | [[Archivo:\|100px]] |                     |
| Dino o dinos (asociado con el lebes).                             | Vaso en forma de caldero que se sostiene sobre un pie o soporte; uso compartido con las cráteras.                                                                                        | [[Archivo:\|100px]] |                     |
| Dolium (nombre latino del pithos o tinaja)                        | Recipiente abierto de almacenaje. | [[Archivo:\|100px]] |                     |
| Embudo                                                            | Instrumento para cambiar líquidos de recipiente. | [[Archivo:\|100px]] |                     |
| Enócoe (Οινοχόη)                                                  | Vaso ovoidal/elíptico con pico vertedero y asa levantados, usado para servir el vino como complemento del stamnos.                                                                       |                     |                     |
| Epíquisis o epíquise (Επίχυσις) o «epíjysis»                      | Vaso sin pie, cuerpo bajo y cilíndrico, cuello largo y estrecho y asa vertical, usado como ungüentario o para libaciones.                                                                |                     |                     |
| Epínetro (Επίνητρον)                                              | Protector del muslo (similar al onos) usado para hilar la lana. |                     |                     |
| Escara (Εσχάρα)                                                   | Plato sobre una peana ancha usado como brasero para cocinar. Tiene una variante en la eschara rodia.                                                                                     |                     |                     |
| Escara rodia (Εσχάρα)                                             | Brasero de la cerámica rodia clásica, para cocinar. |                     |                     |
| Escifo (Σκύφος) o skýphos                                         | Recipiente abierto para beber. Variante del kotyle (Κοτύλη). |                     |                     |
| Estamno (Στάμνος) o stámnos                                       | Recipiente abierto mixto. |                     |                     |
| Exaliptro (Εξάλειπτρον)                                           | Vaso para perfumes y ungüentos (de oro o plata por lo general),de aspecto similar al alabastron o el lécito. En ocasiones se ha denominado kothon; a veces identificado con la plemócoe. | [[Archivo:\|100px]] |                     |
| Fíala (Φιάλη) fiale (phiále) ver (pátera)                         | Cuenco abierto y sin pie o plato sin asas pero con un ónfalo en el fondo, usado para beber.                                                                                              |                     |                     |
| Formisco (Φορμίσκος) o phormískos                                 | Recipiente cerrado para el culto: ungüentario y sonajero. |                     | )                   |
| Fuente                                                            | Recipiente abierto en forma de cuenco o plato grande. | [[Archivo:\|100px]] |                     |
| Guttus (Γούτος)                                                   | Botellita de cuello muy estrecho para aceite y ungüentos. | [[Archivo:\|100px]] |                     |
| Hidria (ὑδρία)                                                    | Recipiente cerrado para el transporte. |                     |                     |
| Jarrón de Strainer                                                | Recipiente cerrado. |                     |                     |
| Kelébe                                                            | Crátera de columnas de tendencia ovoidal con boca ancha y asas columnadas entre los hombros y el borde superior.                                                                         |                     |                     |
| Lacaina? (λάκαινα) lakaina                                        | Recipiente abierto para beber. |                     |                     |
| Lágino (Λάγυνος) o lágynoi (plural lagynos)                       | Jarra de cuello alargado y cuerpo panzudo similar a una garrafilla. |                     |                     |
| Lebeta (Λέβης), lebes o dinos.                                    | Palangana para uso ritual. | [[Archivo:\|100px]] |                     |
| Lebes gámico (Λέβης γαμικός) o lebeta nupcial                     | Recipiente ceremonial abierto. Para el agua en las bodas y el lavado de los muertos. |                     |                     |
| Lécito (Λήκυθος) lekitos o lékythos                               | Recipiente cerrado para aceite y ungüentos. |                     |                     |
| Lécane (Λεκάνη) lecane, lekáne, lekané                            | Cuenco abierto. |                     |                     |
| Lecánide (λεκανις) lekánide                                       | Recipiente bajo con dos asas, provisto de tapa y un pequeño pie. Usado como joyero o para cosméticos.                                                                                    |                     |                     |
| Lepaste                                                           | Copa grande para beber vino por turno. |                     |                     |
| Lidion (Λύδιον) lydion                                            | Recipiente cerrado para aceite y ungüentos, de cuello marcado, pie cónico alto y sin asas.                                                                                               |                     |                     |
| Lopas (Λοπάς)                                                     | Recipiente abierto para cocer. |                     |                     |
| Luterio (Λουτήριον) luterion o louterion                          | Cuenco abierto. |                     |                     |
| Lutróforo (Λουτροφόρος) loutrophoros                              | Jarrón de grandes asas y cuello largo, de uso ceremonial. |                     |                     |
| Masto (Μαστός) o masto.                                           | Recipiente abierto para beber, taza similar a un pecho femenino con dos pequeñas asas horizontales.                                                                                      |                     |                     |
| Nestoris (Νεστορίς) o nestórido                                   | Vaso similar a la crátera, el stamnos y la hidria. |                     |                     |
| Olpe (ὄλπη)                                                       | Recipiente cerrado similar al oenochoe. |                     |                     |
| Olla (ver chytra, dinos y lebes)                                  | Denominación latina del recipiente cerrado para cocinar o guardar provisiones. |                     |                     |
| Onos                                                              | Rodillo (está asociado al epínetro). | Archivo:Onos.gif    |                     |
| Oon (Ωόν)                                                         | Recipiente en forma de huevo. |                     |                     |
| Pátera o patera                                                   | Plato grande, similar a la fíala, de poco fondo, sin pie y usado para beber. |                     |                     |
| Pélice (Πελίκη) o pelíke                                          | Tipo de ánfora para el almacenaje (también puede designar un tipo de cuenco de madera).                                                                                                  |                     |                     |
| Perirranterio                                                     | Depósito abierto, por lo general, de piedra. |                     |                     |
| Pie, base o soporte                                               | Pie para diversas vasijas, como algunas ánforas o el dinos. |                     |                     |
| Pithos (Πίθος) (pitos/pitoi)                                      | Recipiente grande y cerrado, para el almacenaje. Morfológicamente, una tinaja. |                     |                     |
| Píxide (Πυξίς) (pyxís)                                            | Recipiente cerrado en forma de caja para guardar adornos, cosméticos, etc. |                     |                     |
| Plato                                                             | Recipiente abierto para la comida. | Archivo:.gif        |                     |
| Plemócoe (Πλημοχόη) o plemokhóe/plemochoe                         | Recipiente cerrado para ofrendas, que a veces se identifica con el exaliptro. |                     |                     |
| Psictero/a (oΨυκτήρ - Φιάλη) Psyktér o psicter                    | Recipiente mixto cerrado. |                     |                     |
| Recipientes zoomorfos o figurativos                               | Abiertos y cerrados para distintos propósitos: aryballoi, guttoi, kantharoi, lekythoi, mastoi, rhytones y cuernos para beber.                                                            |                     |                     |
| Regadera                                                          | Recipiente cerrado para decantar. En los períodos arcaicos y clásicos ya no se usaba. |                     |                     |
| Ritón (ῥυτόν) o rhytón                                            | Recipiente cerrado para beber simulando un cuerno y otras formas figurativas. |                     |                     |
| Sarcófago                                                         | Recipiente abierto grande en forma de artesa. |                     |                     |
| Sítula                                                            | Recipiente abierto en forma de caldero, cubo, pozal, cangilón o arcaduz. También urna.                                                                                                   | Archivo:Situla.gif  |                     |
| Tazón                                                             | Recipiente abierto para varios usos. | Archivo:.gif        |                     |
| Timiaterio (θυμιατήριον) o thymaterion                            | Recipiente abierto. Quemador de incienso. | Archivo:.gif        |                     |
| Trípode (Τρίπους)                                                 | Base o soporte con tres patas. | Archivo:.gif        |                     |
| Tubo de cerámica                                                  | Los tubos de cerámica se empleaban para las canalizaciones; a veces también como urnas funerarias.                                                                                       |                     |                     |
| Ungüentario o lacrimatorio                                        | Recipiente cerrado, para ungüentos, perfumes o uso ceremonial. |                     |                     |
| Urna                                                              | Recipiente con o sin tapa para guardar cenizas de los restos mortales. | Archivo:.gif        |                     |
| Vaso                                                              | Vasija pequeña para beber. Poco frecuente en arcilla, habitual en metal o vidrio. | Archivo:.gif        |                     |

## Tipos y variantes

### Alabastrón
| Tipo                       | Variante | Comentario                                  | Esquema | Ejemplo |
| -------------------------- | -------- | ------------------------------------------- | ------- | ------- |
| Alabastrón heládico tardío |          |                                             |         |         |
| Alabastron corintio        |          |                                             |         |         |
| Alabastron ático           |          | Pintado a menudo en estilo de fondo blanco. |         |         |

### Ánfora
| Tipo              | Variante                             | Comentario                                                       | Ejemplo |
| ----------------- | ------------------------------------ | ---------------------------------------------------------------- | ------- |
| Ánforas panzudas  |                                      |                                                                  |         |
|                   | Ánfora panzuda de tipo A             |                                                                  |         |
|                   | Ánfora panzuda de tipo B             |                                                                  |         |
|                   | Ánfora panzuda de tipo C             |                                                                  |         |
|                   | Ánfora en forma de cabeza de caballo | Se define principalmente, pero no exclusivamente, por el dibujo. |         |
|                   | Pélice                               | Ánfora de base más ancha                                         |         |
| Ánforas de cuello |                                      |                                                                  |         |
|                   | Ánfora de asas en el vientre         |                                                                  |         |
|                   | Ánfora de asas en el cuello          |                                                                  |         |
|                   | Ánfora de asas en el hombro          |                                                                  |         |
|                   | Ánfora panatenaica (forma temprana)  |                                                                  |         |
|                   | Ánfora panatenaica (forma tardía)    |                                                                  |         |
|                   | Ánfora de Nola                       |                                                                  |         |
|                   | Ánfora de Nicóstenes                 |                                                                  |         |
|                   | Ánfora tirrénica                     |                                                                  |         |
|                   | Ánfora de asa en forma de soga       |                                                                  |         |
|                   | Ánfora de pico                       |                                                                  |         |
|                   | Ánfora de Italia inferior            |                                                                  |         |
|                   | Ánfora de cuello helenística         |                                                                  |         |
|                   | Ánfora de transporte                 |                                                                  |         |
|                   | Lutróforo                            | También se puede considerar como una forma de jarrón.            |         |
|                   | Anforisco                            | También se puede considerar como una forma de jarrón.            |         |
| Pitos             |                                      | Por su gran porte: una tinaja.                                   |         |

### Aribalo
| Tipo                 | Variante                      | Comentario                                                                                    | ejemplo |
| -------------------- | ----------------------------- | --------------------------------------------------------------------------------------------- | ------- |
| Aribalo esférico     |                               |                                                                                               |         |
| Aribalo en pico      |                               |                                                                                               |         |
| Aribalos figurativos |                               |                                                                                               |         |
|                      | Aribalo en forma de figurilla | Existen innumerables variantes, desde partes del cuerpo, como piernas o pies, hasta animales. |         |
|                      | Aribalo en forma de cabeza    |                                                                                               |         |

### Ascos
| Tipo                      | Variante | Comentario                                                                      | Ejemplo |
| ------------------------- | -------- | ------------------------------------------------------------------------------- | ------- |
| Ascos sencillo            |          |                                                                                 |         |
| Ascos múltiple            |          | Los ascos múltiples tienen habitualmente de dos a cuatro picos                  |         |
| Ascos figurativo zoomorfo |          | Los ascos figurativos existen con diversas formas, habitualmente como animales. |         |

### Exaliptro
| Tipo                | Variante | Comentario | Ejemplo |
| ------------------- | -------- | ---------- | ------- |
| Forma normal        |          |            |         |
| En forma de trípode |          |            |         |
| Con asas            |          |            |         |

### Hidria
| Tipo    | Variante          | Comentario | Ejemplo |
| ------- | ----------------- | --- | ------- |
| Hidria  |                   | |         |
|         | Hidrias de hombro | Las transiciones, sobre todo en el cuello, son más acuados que en el kalpis. Las hidrias de hombro se emplearon sobre todo como soporte de pintura para la cerámica de figuras negras. |         |
| Cálpide |                   | Las transiciones, sobre todo en el cuello, son más suaves que en la hidria normal. Las cálpides se emplearon sobre todo como soporte de pintura para la cerámica de figuras rojas.     |         |

### Crateras y vasijas mixtas (ollas)
| Tipo                                                          | Variante                | Comentario                                  | Ejemplo |
| ------------------------------------------------------------- | ----------------------- | ------------------------------------------- | ------- |
| Heládico reciente, crátera con forma inspirada en una ánfora. |                         |                                             |         |
| Cratera geométrica.                                           |                         | Se empleó para un enterramiento.            |         |
| Cratera de asas en forma de estribo, geométrico reciente.     |                         |                                             |         |
| Cratera de columnas (corintia)                                |                         | también crátera de asas en forma de barras  |         |
| Cratera de columnas (ática)                                   |                         |                                             |         |
| Cratera de Calcis                                             |                         | también crátera de asas en forma de estribo |         |
| Crátera de campana                                            |                         |                                             |         |
| Cratera de cáliz                                              |                         |                                             |         |
| Cratera de volutas (ática)                                    |                         |                                             |         |
| Cratera de volutas (suritálica)                               |                         |                                             |         |
| Cratera esquifo                                               |                         |                                             |         |
| Crateriscos                                                   |                         |                                             |         |
| Dino (o lebeta)                                               |                         |                                             |         |
|                                                               | Dino en forma de cuenco |                                             |         |
|                                                               | Pie de dino             |                                             |         |

### Lécito
| Tipo                       | Variante          | Comentario                          | Ejemplo |
| -------------------------- | ----------------- | ----------------------------------- | ------- |
| Aribalístico               | Siglo V a. C.     |                                     |         |
|                            | Siglo IV a. C.    |                                     |         |
| “Deyanira”                 |                   |                                     |         |
| Lécito en forma de bellota |                   |                                     |         |
| Lécito con cabeza de pipa  |                   |                                     |         |
| Lécito de hombro           |                   | También llamado lécitos secundario. |         |
| Lécito cilídrico.          |                   | También llamado lécito estándar.    |         |
|                            | De figuras negras |                                     |         |
|                            | De figuras rojas  |                                     |         |
|                            | De fondo blanco   |                                     |         |
| Lécito sin pie.            |                   |                                     |         |
| Lécito de Beocia           |                   |                                     |         |

### Jarras
| Tipo      | Variante                         | Comentario                                                                        | Ejemplo |
| --------- | -------------------------------- | --------------------------------------------------------------------------------- | ------- |
| Epíquisis |                                  |                                                                                   |         |
| Lágino    |                                  |                                                                                   |         |
| Enócoe    |                                  |                                                                                   |         |
|           | Enócoe minoico                   |                                                                                   |         |
|           | Enócoe geométrico ático          |                                                                                   |         |
|           | Enócoe geométrico tardío ático   |                                                                                   |         |
|           | Enócoe geométrico reciente ático |                                                                                   |         |
|           | Enócoe orientalizante            |                                                                                   |         |
|           | Enócoe corintio                  |                                                                                   |         |
|           | Enócoe corintio tardío           |                                                                                   |         |
|           | Tipo ático 1                     |                                                                                   |         |
|           | Tipo ático 2                     |                                                                                   |         |
|           | Tipo ático 3: coe (Χους)         |                                                                                   |         |
|           | Jarrita                          |                                                                                   |         |
|           | Tipo ático 4                     |                                                                                   |         |
|           | Tipo ático 5a                    |                                                                                   |         |
|           | Tipo ático 5b                    |                                                                                   |         |
|           | Tipo ático 6                     |                                                                                   |         |
|           | Tipo ático 7                     |                                                                                   |         |
|           | Tipo ático 8a                    |                                                                                   |         |
|           | Tipo ático 8b                    |                                                                                   |         |
|           | Tipo ático 8c                    |                                                                                   |         |
|           | Tipo ático 9                     | De este tipo sólo se conoce hasta el momento un único jarrón pintado con figuras. |         |
|           | Tipo ático 10                    |                                                                                   |         |
|           | Enócoe en forma de cabeza        |                                                                                   |         |
|           | Enócoe en forma de figura        |                                                                                   |         |
| Olpe      |                                  |                                                                                   |         |
|           | Olpe ático                       |                                                                                   |         |
|           | Olpe corintio                    |                                                                                   |         |

### Pínax
| Retablo                   | Variante | No es un recipiente                                                       | Ejemplo |
| ------------------------- | -------- | ------------------------------------------------------------------------- | ------- |
| Pínax funerario           |          |                                                                           |         |
| Serie de pínax funerarios |          | Por el momento sólo se conocen dos series del pintor de cerámica Exekias. |         |
| Pínax votivo grande       |          |                                                                           |         |
| Pínax votivo pequeño      |          |                                                                           |         |

### Píxide
| Tipo                | Variante             | Comentario | Ejemplo |
| ------------------- | -------------------- | ---------- | ------- |
| Píxide con caballo  |                      |            |         |
| Píxide de asas      |                      |            |         |
| Píxide esférico     |                      |            |         |
| Píxide corintio     |                      |            |         |
| Píxide ático        |                      |            |         |
|                     | Tipo A               |            |         |
|                     | Tipo B               |            |         |
|                     | Tipo C               |            |         |
|                     | Tipo D               |            |         |
|                     | Píxide de Nicóstenes |            |         |
| Píxide de tres pies |                      |            |         |
| Píxide doble        |                      |            |         |

### Copas
| Tipo                                   | Variante                       | Comentario                                                        | Ejemplo |
| -------------------------------------- | ------------------------------ | ----------------------------------------------------------------- | ------- |
| Copa de pie alto micénica              |                                |                                                                   |         |
| Copa de Rodas heládica tardía          |                                |                                                                   |         |
| Copa de pie alto protoática            |                                |                                                                   |         |
| Copa con pájaros de la Grecia oriental |                                |                                                                   |         |
| Copa con pájaros de Beocia con pie     |                                |                                                                   |         |
| Copa con pájaros de Beocia             |                                |                                                                   |         |
| Copa de Beocia                         |                                |                                                                   |         |
| Copa corintia                          |                                |                                                                   |         |
| Copa laconia                           |                                |                                                                   |         |
| Copa de Vroulia                        |                                |                                                                   |         |
| Copa geométrica ática                  |                                |                                                                   |         |
| Copas áticas (cílica) (Κύλιξ)          |                                |                                                                   |         |
|                                        | Copa comaste                   | Primer tipo de copa desarrollado en el Ática.                     |         |
|                                        | Doppeldecker - copa de Siana   | La diferencia con la variante Knickfries está en el dibujo.       |         |
|                                        | Knickfries - copa de Siana     | La diferencia con la variante Doppeldecker está en el dibujo.     |         |
|                                        | Copa de Gordio                 | Copa de los «Pequeños maestros» o antecesor de este tipo de copa. |         |
|                                        | Copa Droop                     | Copa de los «Pequeños maestros» o antecesor de este tipo de copa. |         |
|                                        | Copa de Kassel                 | Copa de los «Pequeños maestros» o antecesor de este tipo de copa. |         |
|                                        | Copa de borde                  | Copa de los «Pequeños maestros».                                  |         |
|                                        | Copa de banda                  | Copa de los «Pequeños maestros».                                  |         |
|                                        | Copa calcidea                  |                                                                   |         |
|                                        | Copa de asa con botón          |                                                                   |         |
|                                        | Cílica de tipo A: Copa de ojos |                                                                   |         |
|                                        | Cílica de tipo B               |                                                                   |         |
|                                        | Cílica de tipo C               |                                                                   |         |
|                                        | Copa sin pie                   |                                                                   |         |
| Copa-escifo                            |                                | Forma mixta entre escifo y copa                                   |         |

### Escifo
| Tipo                      | Variante                      | Comentario                                         | Ejemplo |
| ------------------------- | ----------------------------- | -------------------------------------------------- | ------- |
| Escifo heládico tardío    |                               |                                                    |         |
| Escifo geométrico         |                               |                                                    |         |
| Escifo corintio           |                               |                                                    |         |
|                           | siglo VIII a.d. C.            |                                                    |         |
|                           | siglo VII a.d. C.             |                                                    |         |
|                           | siglo V a.d. C.               |                                                    |         |
| Escifo ático              |                               |                                                    |         |
|                           | Escifo protoático             |                                                    |         |
|                           | Crátera escifo                |                                                    |         |
|                           | Escifo de Schalen             |                                                    |         |
|                           | Tipo estándar A               |                                                    |         |
|                           | Tipo estándar B               |                                                    |         |
|                           | Escifo de tipo Heron          |                                                    |         |
|                           | Escifo de tipo Saint Valentin |                                                    |         |
|                           | Escifo de Hermógenes          | Desarrollado en el taller del alfarero Hermógenes. |         |
|                           | Escifo de bandas              | Mezcla de escifo y copa de bandas.                 |         |
| Escifo de Cabiros         |                               |                                                    |         |
| Escifo de Italia inferior |                               |                                                    |         |

### Apéndice de recipientes plásticos / figurativos
| Tipo                         | Variante                  | Comentario                                                                     | Ejemplo |
| ---------------------------- | ------------------------- | ------------------------------------------------------------------------------ | ------- |
| Aribalístico figurativo      |                           |                                                                                |         |
| Ascos plástico               |                           | Askos plásticos los hubo de diversas formas, en su mayoría en forma de animal. |         |
| Vaso en forma de cabeza      |                           |                                                                                |         |
| Guttus figurativo            |                           |                                                                                |         |
| cántharos en forma de cabeza |                           |                                                                                |         |
| Lécito en forma de bellota   |                           |                                                                                |         |
| Masto                        |                           |                                                                                |         |
| Enócoe                       |                           |                                                                                |         |
|                              | Enócoe en forma de cabeza |                                                                                |         |
|                              | Enócoe figurativo         |                                                                                |         |
| Ritón                        |                           |                                                                                |         |
| Timiaterio plástico          |                           | Quemador de incienso.                                                          |         |
| Cuerno para beber            |                           |                                                                                |         |

### Para nomenclatura en español
- Bádenas de la Peña, Pedro; Olmos, Ricardo (1988). «La nomenclatura de los vasos griegos en castellano. Propuestas de uso y normalización» (pdf). Archivo Español de Arqueología 61: 61-79. Consultado el 16 de febrero de 2019.